# 우리문화재연구원
우리문화재연구원은 문화재 조사․연구․보호, 보존관리 및 그 활용을 통해 민족문화의 우수성을 선양하고 문화산업 발전과 새로운 문화창조에 기여하기 위하여 2006년 7월 24일 설립된 문화체육관광부 소관의 재단법인이다. 사무실은 경상남도 창원시 소답동 159-15에 있다.

## 주요 사업
- 문화유산의 보존, 보급, 선양
- 문화재의 지표조사 및 발굴조사, 수장, 보존·관리, 보수
- 학술연구 및 자료 발간, 학술행사 개최